# Fortum
Fortum je finská firma, která podniká v oblasti energetiky.
Předmětem podnikání je hlavně výroba a distribuce elektrické energie a tepla.
Fortum provozuje jadernou elektrárnu Loviisa nedaleko města Loviisa. Nejvíce však vlastní vodních elektráren, které se nachází zejména ve Finsku a Švédsku. Fortum také spolupracovala se společnostmi Gazprom a E.ON na stavbě ropovodu Nord Stream.

## Historie
Společnost Fortum byla založena v roce 1998. Vznikla spojením dvou společností Neste Oil a Imatran Voima. V roce 2005 byla část zabývající přepravou paliv a dalších rafinérských ropných výrobků opět oddělena do samostatné společnosti Neste Oil.